# (2150) Nyctimène
(2150) Nyctimène, internationalement (2150) Nyctimene, est un astéroïde de la ceinture principale, de la famille de Hungaria.

## Description
(2150) Nyctimène est un astéroïde de la ceinture principale, de la famille de Hungaria. Il présente une orbite caractérisée par un demi-grand axe de 1,91 UA, une excentricité de 0,06 et une inclinaison de 25,3° par rapport à l'écliptique.
Il a été nommé en l'honneur de Nyctimène, fille d'Épopée qui était roi de Lesbos. Elle était très réputée pour sa beauté, et pour cette raison, son père la viola. Nyctimène, honteuse, alla se cacher dans une forêt où elle fut prise en pitié par Athéna, qui la transforma en chouette.

## Compléments